# فيل اندروز (لاعب كرة قدم)
فيل اندروز (بالإنجليزية: Phil Andrews)‏ هو لاعب كرة قدم بريطاني في مركز الهجوم، ولد في 14 سبتمبر 1976 في Andover, Hampshire ‏ في المملكة المتحدة. لعب مع برايتون أند هوف ألبيون.